# Son Boronat (yacimiento)
Son Boronat es un yacimiento arqueológico que se encuentra en la isla de Mallorca, en el término municipal de Calviá, en la montaña “es Penyal des Migdia”, perteneciente a la sierra de Na Burguesa, a 360 metros de altitud sobre el nivel del mar. El yacimiento no es más que una cueva excavada en la pared de la montaña, con un acceso bastante complicado. El tipo de yacimiento es de la época talayótica de los siglos V-IV a.c., en concreto, se trata de una cueva sepulcral en la cual enterraban a sus difuntos.

## Localización.
El tipo de acceso al yacimiento de Son Boronat (Calviá), se encuentra en la finca de Son Boronat (acceso privado) y llegar hasta el yacimiento es bastante complejo. Puesto que el yacimiento se encuentra de forma aislada a unos 360 metros sobre el nivel del mar, en lo alto del "Penyal des Migdia". La mejor manera de llegar sin ningún contratiempo la podemos encontrar en el libro:"Guía arquiológica de Mallorca". Los mapas online solo llegan hasta la finca de Son Boronat. (39°33′56″N 2°32′18″E / 39.5656726, 2.5382201)
"Puede llegarse sólo hasta el pie de la cueva, ya que ésta se encuentra en una rampa de piedra muy peligrosa. desde Calvià hay que tomar la carretera hacía Establiments. Pasado el kilómetro 2,6, sale hacia la derecha un camino de tierra que conduce hasta las casas de Son Boronat. una vez superadas, se debe continuar la ruta unos quinientos metros. A la izquierda,] entre dos montañas, se contempla una gran peña con varias oqueadas muy visibles: es le denominado Penyal des Migdia, donde se abre la cueva. Existen dos senderos que salen en esa dirección, separados por unos cincuenta metros. El primero, junto a una encina, y el segundo al lado de un gran pino. En ambos casos, las sendas se encaminan a una vaguada que desciende de las montañas. Continuando en dirección a la peña, se debe alcanzar un antiguo horno de cal, desde el que hay que trepar por la pendiente unos quince minutos, hasta quedar a la altura de varias oqueadas de roca. La entrada en la cueva se reconoce por una pintada en la puerta realizada en color rojo".

## Grado de conservación y potencialidad para la visita.

### Grado de conservación.
Son Boronat es un yacimiento que se encuentra en muy bien conservado, puesto que al encontrarse en una ubicación tan difícil de acceder no ha sido espoliado por ningún "cazatesoros". Los restos encontrados están en perfecto estado, más que nada por el hecho de encontrarse en buen refugio de las inclemencias meteorológicas.

### Potencialidad para la visita.
El yacimiento de Son Boronat es muy poco visitado, puesto que hay que pedir permiso hasta llegar a la cueva y el acceso a ella es muy complicado. La única manera de acceder con seguridad al interior de la cueva es con un sistema de cuerdas para la escalada. Estás cosas hacen que los visitantes anuales no superen las veinte personas. Para potenciar la visita al yacimiento se tendría que señalizar en la carretera, crear una vía de acceso para que los futuros visitantes pudieran acceder a la zona donde se ubica la cueva; construir andamios y escaleras para poder acceder con seguridad y comodidad al interior de esta y delimitar dentro de la cueva las zonas por donde se puede y por donde no se puede andar. Además de disponer por toda la zona de carteles informativos que expliquen la historia del yacimiento (desde el descubrimiento de este a la catalogación que se llevó a cabo y a la importancia que tiene en la zona…).
Estas medidas potenciarían el yacimiento de Son Boronat pero supondrían una gran deterioro del puig de es Migdia y la finca de Son Boronat.

## Descripción del yacimiento
La composición del yacimiento funerario de la cueva de Son Boronat es sencilla, se puede distinguir perfectamente la composición y los tipos de materiales y hallazgos catalogados por los equipos que excavaron la cueva.Se trata de una cueva natural de trazado irregular ubicada en una pared rocosa en una montaña muy escarpada con una morfología característica. El yacimiento de 6 x 4 m., fue hallado prácticamente intacto y excavado en 1978 por Victor Guerrero. La cueva se encontró parcialmente sellada y la temperatura constante, permitió que los materiales orgánicos encontrados en la cueva perdurasen hasta el momento de su excavación.
En su interior se documentaron varios ritos de inhumación, fragmentos de cerámicas a mano pintadas, dos páteras de imitación campaniense, se hallaron cerámicas muy bien conservadas realizadas a mano.
El ajuar metálico se compone únicamente de piezas de hierro como un puñal de antenas, un brazalete y un punzón. También se
halló un colgante de pasta vítrea.  La ocupación islámica aparece representada por una marmita.

### Nivel superficial y arqueológico
A nivel superficial puede distinguirse una potencialidad de la superficie variable, que aumenta a medida que nos introducimos al interior de la cueva, llegando al punto máximo de potencia en el final de esta.
la superficie está compuesta de polvo blancuzco que puede ser debido a la descomposición de la roca caliza.
Los hallazgos a nivel superficial han sido bastante pobres y en bastante desorden.
La mayor proporción de la materia orgánica ha tomado una tonalidad más oscura que la de la superficie de un color más blanco. Destacan también vetas de color ocre por descomposición de los ataúdes de madera.
también se observan una fina capa de cenizas y tierra quemada de color negro.
Los restos arqueológicos de la cueva de Son Boronat se encuentran datados dentro del marco cronológico del siglo V-VI a.c., siendo ocupado hasta finales del siglo III-II a.c. Sabemos esto porque el patrón que siguen los sarcófagos es muy similar a los sarcófagos hallados en Son Maimó.

### Principales hallazgos
Entre los principales hallazgos del yacimiento de Son Boronat destacan tanto los hallazgos arqueológicos como los hallazgos de los cadáveres que se enterraron antaño en la cueva.
Ente los restos de cadáveres destacaremos los hallazgos de siete inhumaciones infantiles en pequeñas urnas de cerámica y dos más en urnas de arenisca, cuatro cadáveres adultos enterrados en posición fetal, dos de ellos enterrados juntos en la parte derecha de las paredes de la cueva y los otros dos junto a las urnas infantiles, tres ataúdes de madera con sus respectivas inhumaciones de adulto, también se hallaron restos de cerámica lisa, cerámica pintada, restos de hierro y otros como la empuñadura de un puñal de antenas, un collar de pasta vítrea o un punzón esparcidos por todo el yacimiento, a pocos metros de la entrada, en la parte izquierda, destaca un conjunto de tierra quemada y cenizas.

### Descripción de las inhumaciones halladas
Inhumaciones simples
Se trata de cuatro cadáveres de adultos y adolescentes inhumados mediante la simple disposición del cadáver sobre el suelo de la cueva, entre las cuatro inhumaciones se pueden distinguir distintas posturas.
Uno de los cadáveres fue hallado con las piernas fuertemente flexionadas sobre el pecho y en su regazo sostenía un vaso troncocónico.
En posición encogida, fetal se halló otro de los cadáveres y echado sobre su costado derecho.
El siguiente cadáver fue hallado en posición fetal, boca abajo y el último de ellos, el enterramiento de un adolescente que no pudo constatarse ya que se encontraba parcialmente removido.
Inhumaciones sobre madera
Los cadáveres son de personas adultas inhumados en ataúdes de madera. Los ataúdes consisten en simples troncos de árbol vaciados y acondicionados al fin de ser utilizados como tal, en uno de ellos se puede apreciar una de las clavijas que posiblemente fijaría una tapa de madera de la que no se ha encontrado rastro alguno. A los cadáveres inhumados en ataúdes se los halló en una postura bastante forzada con las piernas fuertemente flexionadas sobre el pecho y tumbados sobre uno de sus costados.
Los otros dos cadáveres encontrados sobre madera aparecen superpuestos el uno sobre el otro, separados por una capa de madera de pocos centímetros de grosor. También fueron hallados en postura forzosa y con las piernas flexionadas sobre el pecho.
Inhumaciones en urnas
Los cadáveres corresponden a niños de corta edad, adoptan dos variantes de inhumación:
Dos de las urnas son de piedra arenisca, una de ellas es un simple bloque vaciado y de una forma rectangular con las esquinas redondeadas. La segunda urna de arenisca está mejor trabajada, bien escuadrada y con las esquinas achaflanadas. Posee dos pies exentos en un lado y otro pie corrido en el lado opuesto. En este enterramiento infantil se ofrecía un pequeño brazalete de hierro hallado en el lugar.
El resto de inhumaciones infantiles se hallaron en urnas de cerámica de cuerpo panzudo y sin cuello. Las urnas muestran muñones o bien cuatro asas de anillas. Las urnas se tapaban con la mitad inferior de otras vasijas colocadas a forma de tapadera.

## Interpretación del yacimiento.
El yacimiento funerario de la cueva de Son Boronat se encuentra actualmente en desuso debido a su situación geográfica, aislado en lo alto del Penyal d'es Migdia y a su mal camino de acceso. El yacimiento pertenece al Ayuntamiento de Calviá y es necesario pedir permiso a este para poder visitarlo.
Fue excavado por el equipo de Victor M. Guerrero en 1978,  catalogando todos los materiales tanto orgánicos como arqueológicos hallados en la cueva, explicando la composición del yacimiento y sus materiales e interpretando los distintos tipos de rito de inhumación que se encuentran en la cueva. La entrada de la cueva esta marcada por una enorme pintada en color rojo que marca la fecha y el equipo de catalogación que excavó el yacimiento.
El yacimiento funcionaba como necrópolis, según los restos datados de entre los siglos V-IV a. C. y siendo utilizada durante un periodo no posterior al siglo III-II a. C. ya en la última etapa talayótica y posiblemente coincidiendo con la llegada de los pueblos púnicos a la isla y pudo ser abandonado después o durante la conquista de Mallorca por parte del Imperio Romano.
La cueva es una excavación en la pared de la roca montañosa, probablemente era una necrópolis perteneciente a una de las familias de la alta jerarquía talayótica, seguramente pertenecía a uno de los caudillos de un poblado talayótico muy cercano a la zona el cual posiblemente fuera arrasado durante la conquista romana o por el paso de los siglos.
Podemos decir que evidentemente era una necrópolis de la alta jerarquía por los tipos de materiales hallados en la cueva, como por ejemplo el collar de pasta vítrea encontrados junto a una de las inhumaciones infantiles, seguramente enterrado con él como ofrenda o por pertenecer al linaje de la alta jerarquía, ya que era muy común en la época que las altas jerarquías fueran enterradas con sus materiales más preciados como collares, brazaletes, pectorales, espadas...
Además los adultos y los niños son enterrados en ataúdes de madera y urnas de cerámica y arenisca respectivamente.
Dado que la mayoría de los cadáveres son inhumaciones infantiles y algunos adolescentes podría darnos el dato sobre la posible alta mortalidad infantil en la época talayótica y que algunos de los jóvenes no llegaban a la edad adulta.
El hallazgo de cenizas y tierra quemada y otros objetos como el punzón o el puñal de antenas en el interior del yacimiento, en un lugar cercano a los cadáveres, puede indicar que se hayan realizado cultos religiosos, como ofrendas para las almas de los difuntos, durante los enterramientos.
Resumiendo, al encontrarse en el yacimiento restos de enterramiento se deduce que era un espacio funerario y que rendían culto a sus difuntos. Cerca de la entrada se ha encontrado una hoguera con varios huesos con lo que se deduce que quemaban a sus difuntos. Sin embargo, se han encontrado cuerpos enteros sin incinerar.

## Aspectos generales de la cultura talayótica.

### La aparición de la cultura talayótica
En cuanto a la cultura talayótica aparece en Mallorca sobre el año 1200 AC y a su vez también apareció en otras islas del mediterráneo como son Menorca, Córcega o Cerdeña como culturas sino idénticas, hermanas. En cambio no hay ningún tipo de rastro de la cultura talayótica en las islas de Ibiza y Formentera.
Entre 1350 y 1200 aC aparece en las distintas de civilizaciones de la cuenca mediterránea una crisis de la vida urbana que provocó una serie de conflictos, invasiones y movimientos en la zona del mar Mediterráneo. La aparición de la cultura talayótica está directamente relacionada con estos acontecimientos, aunque se desconozcan las circunstancias concretas de su asentamiento en la isla.
La cultura talayótica perduró durante un periodo de unos 1200 años, durante todo este tiempo las sociedades baleáricas evolucionaron relativamente poco, mostrándose muy cerradas hasta la llegada de los pueblos púnicos, con una lengua propia y seguramente una escritura aunque no se conserva nada de la época anterior a la conquista romana cuando la sociedad baleárica ya había absorbido por completo la cultura latina.
La época talayótica se divide en tres grandes periodos aunque matizando de que la cultura talayótica constituyó un periodo continuo y sin ninguna ruptura:
- Talayótico inicial, que corresponde al final de la Época del Bronce y dataría del 1200 a 800 aC
- Talayótico Medio, ya en la Edad del Hierro desde el 800 a 500 aC
- Postalayótico, con una gran influencia púnica, y perdurará desde el 500 a 123 aC, acabando así con el periodo talayótico con la conquista romana de Mallorca.

### Estructura social, jerarquías en la cultura talayótica
Durante los 1200 años que perduró la cultura talayótica mostró una evidente estructura jerárquica, como las grandes obras como los talayots o los grandes poblados amurallados que muestran una organización del trabajo y una posible mano de obra esclava con una jefatura bastante fuerte como para imponerse.
En cuanto a los hallazgos materiales se encuentran bastantes objetos de prestigio como cascos, espadas, pectorales, etc.muestran la existencia de jerarquías de grandes jefes guerreros o caudillos en las sociedades talayóticas, que posiblemente estaban basadas en los grandes valores guerreros, como por ejemplo los antiguos pueblos aqueos, y muy probablemente siguieron los rituales religiosos de la Edad del Bronce según los restos arqueológicos, como la adoración al astro Sol o a la figura del toro, que simbolizaba la fuerza y el valor u otras creencias como la mágica cornamenta de estos.

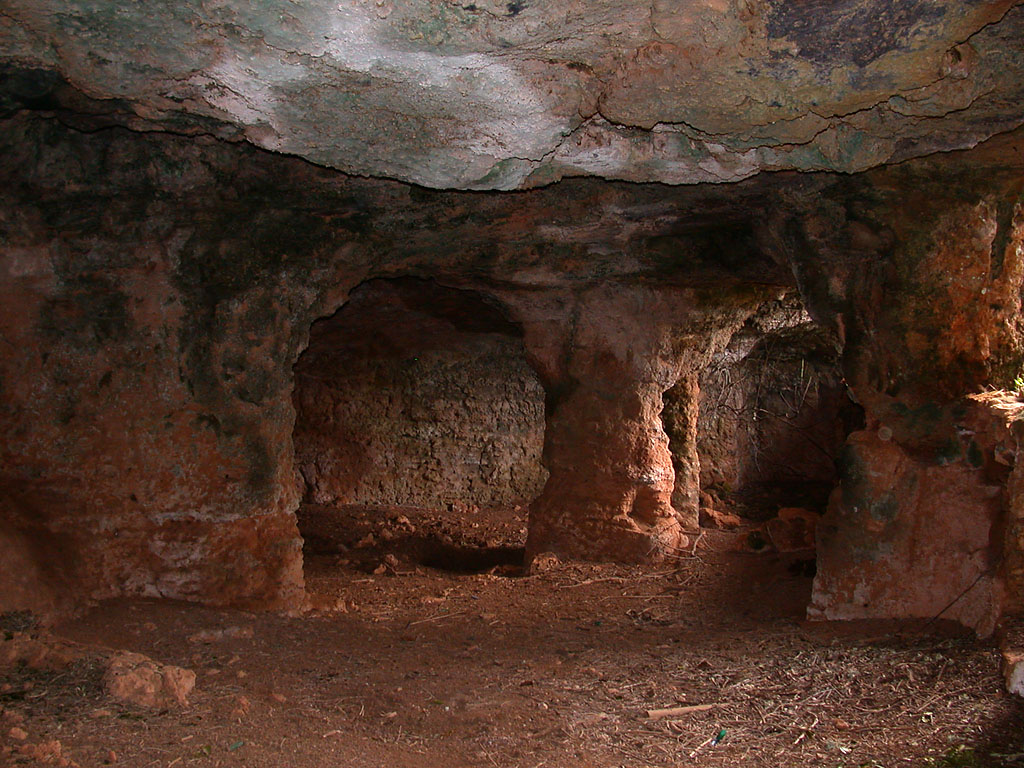
Interior de hipogeo talayótico de Mallorca, con una columna excavada a expensas de la roca.

Las clases sociales talayóticas se dividirían en dos grupos; la aristocracia, compuesta por los caudillos y sus familias y en segunda estancia estaban los aldeanos que se dedicaban al pastoreo y la agricultura en los poblados.
A la aristocracia se le correspondían los enterramientos reservados en las necrópolis, como las de la cueva de Son Boronat, siguiendo un ritual determinado y a veces junto a algunos objetos como brazaletes, pectorales, dagas, etc. y en ataúdes de madera, los rituales eran variados a través de todo el periodo, como sepultura en cal, inhumaciones en posición encogida o incineración, eso si, siempre con los miembros de la aristocracia.
En cuanto a la clase popular no se sepultaban en las necrópolis. Se supone que sus cuerpos se abandonaban hasta la descarnación y con posteridad se amontonaban sus huesos en un entierro de carácter secundario.

### Cultos funerarios y religiosos en la cultura talayótica.
Las cuevas artificiales de enterramiento siguieron siendo utilizadas por la civilización talayótica ya que se cree que siguieron las mismas creencias religiosas que las sociedades pretalayóticas.
Los difuntos gozaban del privilegio de ser enterrados en cuevas talladas en la roca. Estas cuevas eran formadas por una entrada, una antecámara y finalmente la cámara sepulcral, los cadáveres se depositaban sobre una especie de banco corrido o en las hornacinas trabajadas en la roca, después serían cerradas con una gran losa reforzada con cuñas de madera.
Este tipo de enterramientos era muy común en toda el área mediterránea de la época encontrándose ejemplos en otros puntos como el sur de la península ibérica o la costa mediterránea francesa, en Mallorca, por ejemplo, el tipo de roca arenisca es muy blanda y de fácil trabajo.
Otros tipos de prácticas religiosa fueron los sacrificios en ofrenda a los dioses, normalmente estos se realizaban en santuarios principalmente fuera de los poblados aunque sin dejar de estar asociados a ellos.
Los santuarios aparecen a partir de la época postalayótica, es decir, que coincidirán con la llegada de los pueblos púnicos a la isla y a posteriori una fuerte influencia de su cultura. En los santuarios se realizaban todo tipo de sacrificios de animales domésticos como ovejas, cabras… algunos de los rituales eran consumir parte de la carne por parte de los presentes y quemar la otra parte en honor a los dioses, explicando así los restos de capas de cenizas hallados en algunos santuarios de la isla.
Otros ritos practicados pudieron ser la adoración a ídolos como figuras de toros o aves o las figuras de los guerreros llamados los Mars Balearicus también podrían formar parte de estas adoraciones.
No se descartan los posibles sacrificios de humanos en estos santuarios, consagrando religiosamente con una muerte humana una gran construcción, cómo sucedía en las sociedades del mundo púnico que tanta influencia tenía en ese momento en la isla.

## Citas y notas.
1. ↑  Aranburu, Javier; Garrido, Carlos; Sastre, Vicenç (1994). «Guía Arqueológica de Mallorca.». R. Y J. de Olañeta (editores.) Son Boronat: 76-79.
2. ↑  Aranburu, Javier; Garrido, Carlos; Sastre, Vicenç (1994). «Guía Arqueológica de Mallorca.». R. Y J. de Olañeta (editores.) Son Boronat: 76-77.